# Onuca

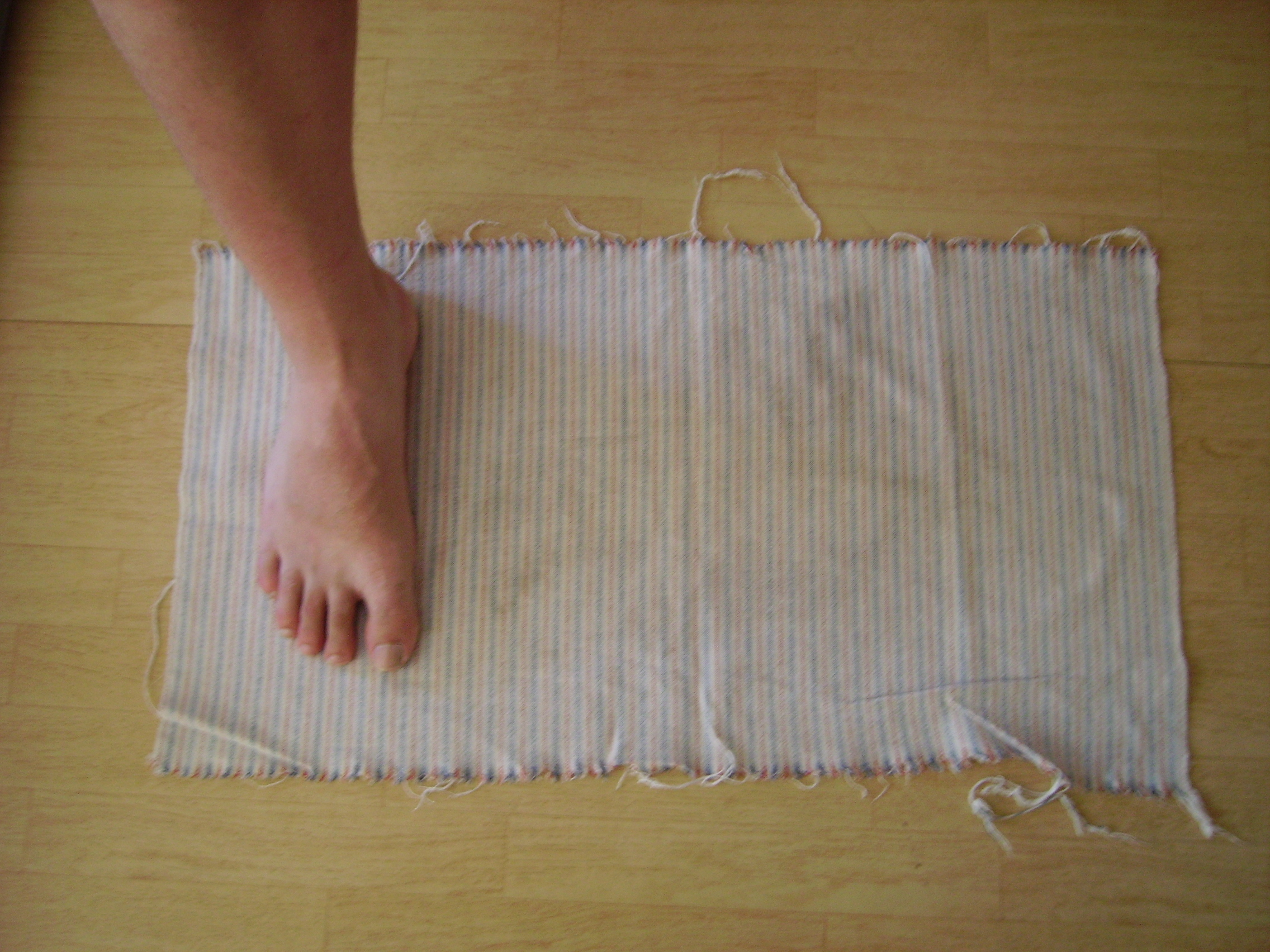
Onuca używana przez fińskie siły samoobrony do 1990 roku

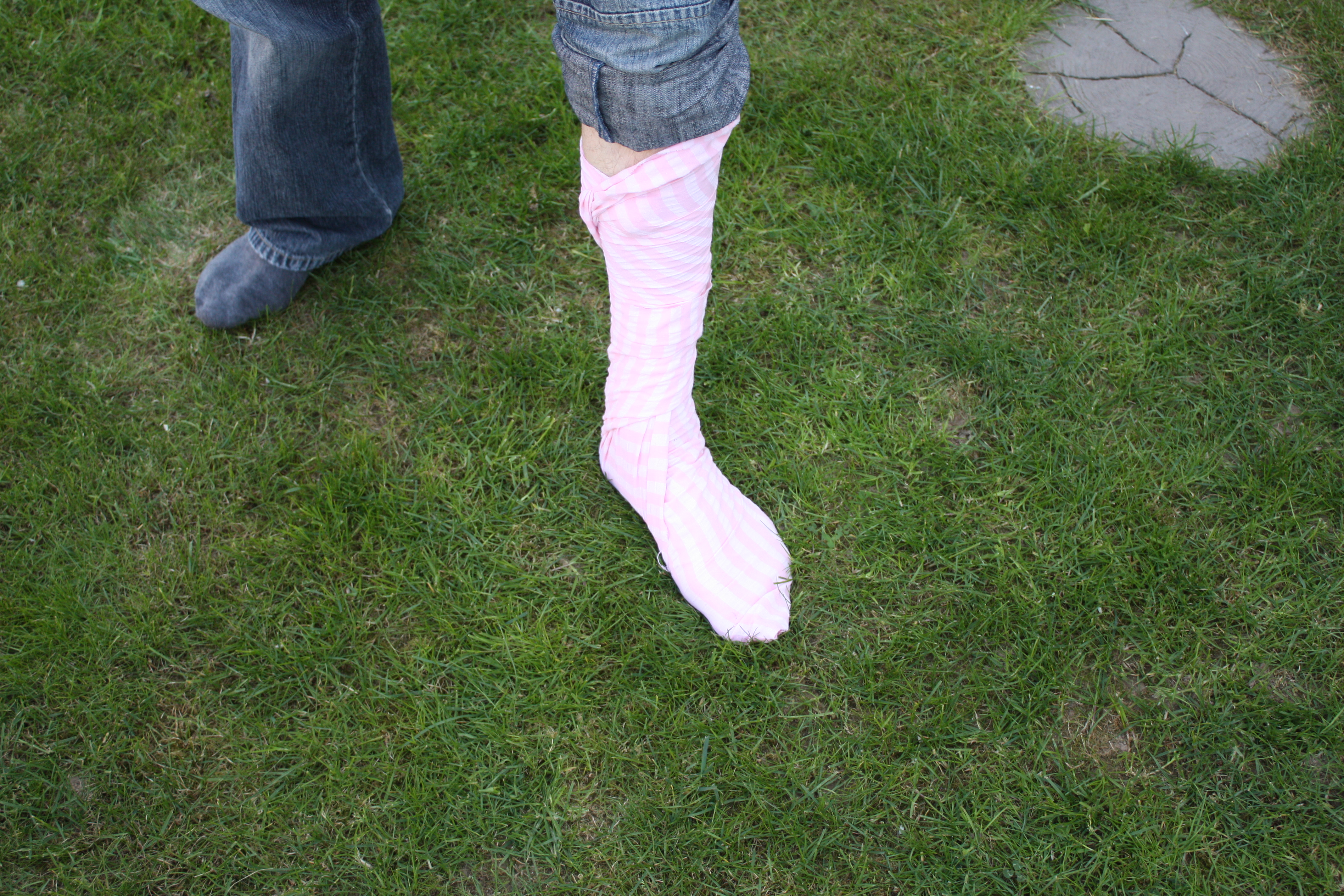
Onuca owinięta na stopie

Onuca (gwar. łonyca) – kwadratowy (około 40 × 40 centymetrów) lub prostokątny (około 40 × 80 centymetrów) kawałek tkaniny lnianej lub bawełnianej flaneli używany zamiast skarpet. Onuca prostokątna używana była do butów z wysoką cholewką.
Używana była w dawnej Polsce. Pod koniec czasów saskich w miejsce onuc zaczęto używać skarpetek i mesztów tureckich. W ówczesnym wojsku zarówno oficerowie, jak i żołnierze, zwłaszcza podczas kampanii, używali onuc w miejsce pończoch i skarpet, jako lepiej utrzymujących ciepło, nieulegających tak podarciu i łatwiejszych do prania.
Zwyczaj używania onuc najdłużej w Polsce przetrwał w wojsku – do lat 80. XX wieku, gdy skarpety były już w powszechnym użyciu – oraz regionach wiejskich. Podobnie jak skarpety, onuca była warstwą ubioru chroniącą stopy przed zimnem i otarciami oraz izolującą je od obuwia. Prawidłowo założona, spełniała dobrze swoją rolę, lecz nawet niewielkie fałdy powodowały dotkliwe otarcia stóp.
Współcześnie onuc używają niektóre armie państw byłego Związku Radzieckiego. Z wyposażenia armii rosyjskiej onuce zostały wycofane oficjalnie w 2013 roku.
Onuce stosowane są również w górnictwie, gdzie istnieje potrzeba długotrwałego noszenia butów gumowych i istnieje ryzyko otarć związanych z brakiem możliwości ich ściągnięcia, i zsunięciem skarpet.

## W polityce
Podczas trwającej od 2022 roku rosyjskiej inwazji na Ukrainę, wyrażenia onuca lub ruska onuca zyskały popularność w Internecie jako pejoratywne określenia osób o prorosyjskich lub antyukraińskich poglądach bądź oskarżanych o bycie  płatnymi rosyjskimi trollami. „Ruskich onucą” nazwany został między innymi poseł Grzegorz Braun, przez wicemarszałek Małgorzatę Gosiewską.